# Shinji Miura
Shinji Miura (jap. 三浦伸二; ur. 26 sierpnia 1975 w Motoyoshi) – japoński bobsleista.
Uczestnik Zimowych Igrzysk Olimpijskich w Salt Lake City. Uczestniczył zarówno w zjeździe dwójek, jak i czwórek. W dwójkach wraz z Hiroaki Ohishi zdobył 29. miejsce na 37 załóg, które dotarły do mety, natomiast w czwórkach 20 na 29. Na co dzień trenuje w Sendai College.